# Miss Mokrego Podkoszulka

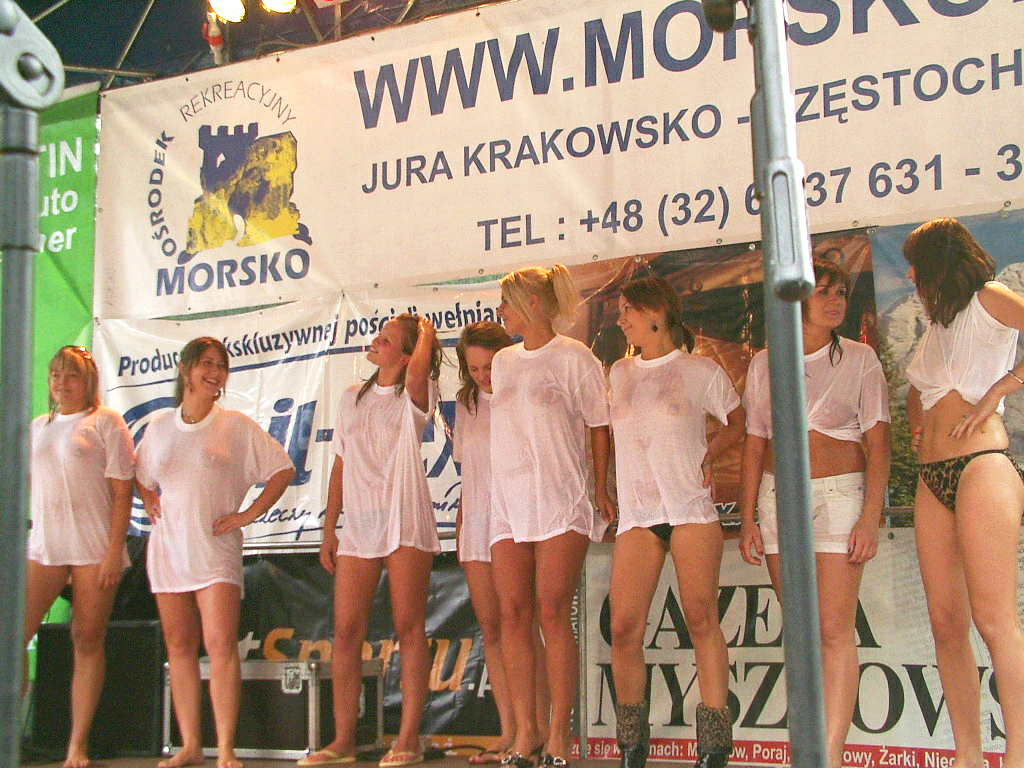
Konkurs Mokrego Podkoszulka w Morsku, 2008

Miss Mokrego Podkoszulka (ang. wet T-shirt contest) – rodzaj konkursu piękności, podczas którego kobiety prezentują się w białych lub delikatnie barwionych podkoszulkach, bez biustonoszy. W czasie prezentacji polewane są wodą, która czyni ich strój półprzezroczystym. Erotyczny charakter imprezy jest czasem jeszcze silniej podkreślony, gdy uczestniczki konkursu zdejmują górne części ubioru lub rozbierają się całkowicie. Kobiety, które zajęły trzy pierwsze miejsca otrzymują honorowe biustonosze, które zakładają na oczach publiczności. Z tego powodu Miss Mokrego Podkoszulka jest niekiedy zaliczany do rodzaju tańca erotycznego. Charakterystycznym elementem konkursu jest aktywny i głośny doping publiczności.
Inspirację dla Miss Mokrego Podkoszulka można odszukać w filmie Petera Yatesa z 1977 z Jacqueline Bisset – Głębia, w którym w scenie otwarcia bohaterka nurkuje i pływa ubrana w koszulkę.